# 藤倉由貴
藤倉 由貴（ふじくら ゆき、1999年8月27日 - ）は、日本の女子バレーボール選手である。

## 来歴
徳島県阿南市出身。姉の影響で小学1年生からバレーボールを始めた。
徳島県立富岡東高等学校、四国大学を経て、クラブチームのビオーレ名古屋に入団。
2023年、V.LEAGUE DIVISION1 WOMEN（V1女子）に所属するPFUブルーキャッツにチーム主催のトライアウトを経て移籍した。入団1シーズン目となる2023-24シーズン、V1女子の試合に出場し、Vリーグデビューを果たした。

## 人物
四国大学では生活科学部管理栄養士養成課程に在籍し、卒業後はビオーレ名古屋の母体である認定こども園で栄養士として勤務していた。

## 所属チーム
- 徳島県立富岡東高等学校
- 四国大学
- ビオーレ名古屋（2022-2023年）
- PFUブルーキャッツ/PFUブルーキャッツ石川かほく（2023年-）

## 受賞歴
- 2024年 第14回VTV9-ビンディエン国際女子バレーボールカップ ベストセッター賞[7]